# 戦略思想研究所
株式会社戦略思想研究所（せんりゃくしそうけんきゅうじょ）は、リアルインサイトから独立した中森護が設立した会社。
2019年10月1日より営業を開始（法人番号は2019年9月24日に取得）。